# Arion occultus
Arion occultus — невеликий вид легеневих молюсків родини Arionidae.

## Опис
Розміри равлика сягають від 28 до 42 мм. Зовні схожий на Arion distinctus але за розмірами більший, з широкими бічними смугами блідого або білого кольору, а не сірого. Тіло равлика рельєфне, рівномірно жовте та широке. Щупальця темні з блакитним відтінком. Нога блідо-жовтого або оранжевого кольору. Молоді особини бувають бліді або прозорі лише через декілька днів набувають дорослого забарвлення.

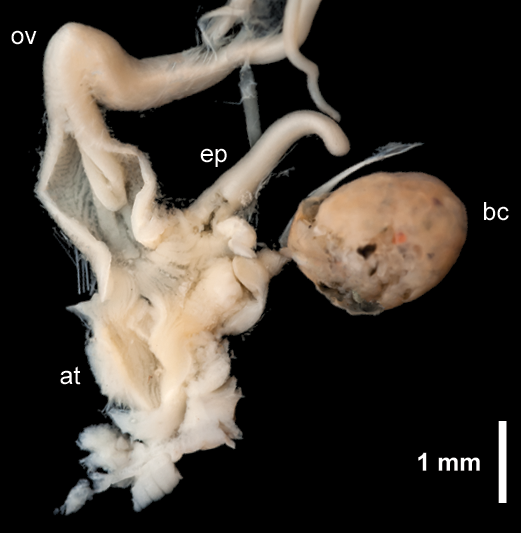
Репродуктивна система Arion occultus, що має важливе значення для ідентифікації видів

## Розповсюдження та біотоп
Цей вид зустрічається в Північній Ірландії (мабуть імігрував в Ірландію, але його країна походження невідома). Здебільшого в прибережних лісах з явору, де часткова або повна відсутність чагарникового шару та трав.